# 木内健人
木内 健人（きのうち けんと、1989年8月3日 - ）は、日本の俳優である。徳島県出身。ジャンクション所属。

## 出演

### 舞台
- 銀座浪漫物語（2009年10月28日 - 11月3日、博品館劇場）[1]
- Sing For the Future and Dance For the Future（2010年、シアタークリエ）
- 奇跡の人（2011年8月27日 - 28日、ダイジョースタジオ）アナグノス 役[2][3]
- BADMAN（2011年7月29日 - 31日、新宿FACE）
- MY ONE AND ONLY（2012年、青山劇場）
- ミス・サイゴン（2012年 - 2014年）
- シアワセはありますか（2012年 - 2013年、あわぎんホール）使い 役
- セレブ気取り（2013年、銀座みゆき劇場）
- 二都物語（2013年4月3日 - 30日、シアターオーブ）[4]
- ONE-HEART MUSICAL FESTIVAL 2013夏（2013年7月12日 - 18日、シアタークリエ）アンサンブル[5]
- ジャンクションLIVE vol.3「真夏の交差点」（2013年8月17日 - 18日、BlackA）[6]
- エニシング・ゴーズ（2013年10月7日 - 28日、帝国劇場）[7]
- 交響劇「船に乗れ!」（2013年12月13日 - 21日、東急シアターオーブ）[8]
- 青空の休暇（2014年11月20日 - 21日、浜松市浜北文化センター）[9]
- デスノート THE MUSICAL（2015年4月6日 - 29日: 日生劇場、5月15日 - 17日: 梅田芸術劇場、5月23日 - 24日: 愛知県芸術劇場）アンサンブル[10]
- 貴婦人の訪問　THE VISIT（2015年 - 2016年） - ニクラス 役
  - 2015年8月13日 - 31日: シアタークリエ
  - 2016年
    - 11月3日 - 5日: シアター1010
    - 11月12日 - 12月4日: シアタークリエ
    - 12月9日 - 11日: キャナルシティ劇場
    - 12月17日 - 18日: 中日劇場
    - 12月21日 - 25日: 梅田芸術劇場シアター・ドラマシティ
- 晦日明治座納め・る祭～あんまり歌うと攻められちゃうよ～（2015年12月29日 - 31日: 明治座、2016年1月16日: 梅田芸術劇場）蓮杖陀 役[11][12]
- グランドホテル（2016年4月9日 - 24日: 赤坂ACTシアター、27日 - 28日: 愛知県芸術劇場、5月5日 - 8日: 梅田芸術劇場メインホール）ジミーズ 役[13][14]
- ピーターパン（2016年7月22日 - 8月27日、東京国際フォーラム）ヌードラー 役
- クリエ・ミュージカル・コレクションIII（2017年2月9日 - 3月5日、シアタークリエ）[15][16]
- グレート・ギャッビー（2017年5月8日 - 29日: 日生劇場、7月4日 - 16日: 梅田芸術劇場メインホール）[17][18]
- パジャマゲーム（2017年9月25日 - 10月15日: 日本青年館、19日 - 29日: 梅田芸術劇場シアター・ドラマシティ）エディ 役[19][20]
- ドッグファイト（2017年12月8日 - 11日: サンケイホールブリーゼ、14日 - 30日: シアタークリエ、2018年1月6日: 愛知県芸術劇場大ホール）ギブス 役[21]
- 遠ざかるネバーランド（2018年3月28日 - 4月1日、俳優座劇場）ピーターパン 役[22]
- ウーマン・オブ・ザ・イヤー（2018年5月19日 - 27日: 梅田芸術劇場シアター・ドラマシティ、6月1日 - 10日: TBS赤坂ACTシアター）[23][24]
- 宝塚BOYS（2018年8月4日 - 19日: 東京芸術劇場プレイハウス、22日: 日本特殊陶業市民会館ビレッジホール、25日 - 26日: 久留米シティプラザ ザ・グランドホール、31日 - 9月2日: サンケイホールブリーゼ）長谷川好弥 役[25]
- タイタニック（2018年10月1日 - 13日: 日本青年館ホール、17日 - 22日: 梅田芸術劇場シアター・ドラマシティ）ハートリー 役[26][27]
- ダブルフラット（2018年12月26日 - 30日: 赤坂 レッドシアター）主演・カイ[28]
- Red Hot and COLE（2019年3月1日 - 17日: 博品館劇場、21日: 森ノ宮ピロティホール、24日: 富士市文化会館ロゼシアター 大ホール、27日: 刈谷市総合文化センターアイリス 大ホール）[29][29]
- SMOKE（2019年7月25日 - 8月18日、浅草九劇）海 役[30]
- ハムレット（2019年11月8日 - 18日、博品館劇場）ローゼンクランツ 役[31]
- 天保十二年のシェイクスピア（2020年2月8日 - 27日、日生劇場）佐吉 役[32]
- BLUE RAIN（2020年7月2日 - 12日: 博品館劇場、22日: シアタードラマシティ）サイラス 役[33]
- ハウ・トゥー・サクシード（2020年9月4日 - 20日: 東急シアターオーブ、10月3日 - 9日: オリックス劇場）ジェンキンス 役[34]
- Now. Here. This.（フレキシブルバージョン）（2020年11月28日 - 12月13日: 博品館劇場、16日: 東松山市民文化センター、19日: COOL JAPAN PARK OSAKA TTホール、27日: ウインクあいち大ホール）[35]
- レ・ミゼラブル（2021年5月21日 - 7月26日: 帝国劇場、8月4日 - 28日: 博多座、9月6日 - 16日: フェスティバルホール、28日 - 10月4日: まつもと市民芸術館）アンジョルラス 役[36][37][38]
  - レ・ミゼラブル（2024年12月16日 - 2025年2月17日：帝国劇場、2025年3月2日 - 28日：梅田芸術劇場 メインホール、2025年4月6日 - 30日：博多座、2025年5月9日 - 15日：まつもと市民芸術館、2025年5月25日 - 6月2日：札幌文化芸術劇場、2025年6月12日 - 16日：高崎芸術劇場）[39]
- 夫婦漫才（2021年10月 - 11月）
- ガイズ&ドールズ（2022年6月9日 - 7月9日 帝国劇場、2022年7月16日 - 29日 博多座）- ラスティー・チャーリー 役
- ミュージカル『SPY×FAMILY』（2023年3月、帝国劇場 / 2023年4月、兵庫県立芸術文化センターKOBELCO大ホール / 2023年5月、博多座） - フランキー・フランクリン 役
- オリジナル・ミュージカル『The Agent』（2023年12月7日 - 24日予定、よみうりホール / 2024年1月13日・14日予定、兵庫県立芸術文化センター 阪急中ホール） - ロジャー・デュプリー 役[40]
- ミュージカル『CROSS ROAD〜悪魔のヴァイオリニスト パガニーニ〜』再演（2024年4月22日 - 5月12日、シアタークリエ / 5月17日 - 19日、新歌舞伎座 / 5月24日 - 26日、博多座） - ニコロ・パガニーニ 役[41]
- ミュージカル『ファンレター』（2024年9月9日 - 30日、シアタークリエ / 10月、兵庫県立芸術文化センター阪急中ホール） - イ・ユン 役[42]
- ミュージカル『Under The Mushroom Shade』（2025年6月21日 - 29日、サンモールスタジオ） - ロン・ハート 役[43]
- Live Entertainment Show 〜You＆I〜 （2025年9月15日〈予定〉、I'M A SHOW）[44]

### ライブ
- Dearest（2019年5月12日、天王洲アイルKIWA）[45]

### CM
- 日清食品「日清のどん兵衛」（2011年11月 - ）